# Golden retriever

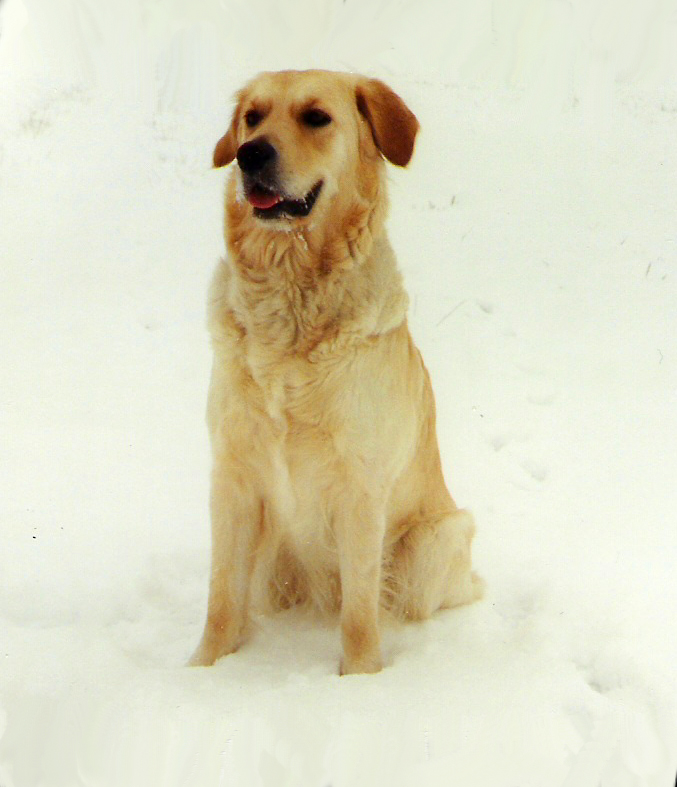
Golden retriever - 2-letnia suka.

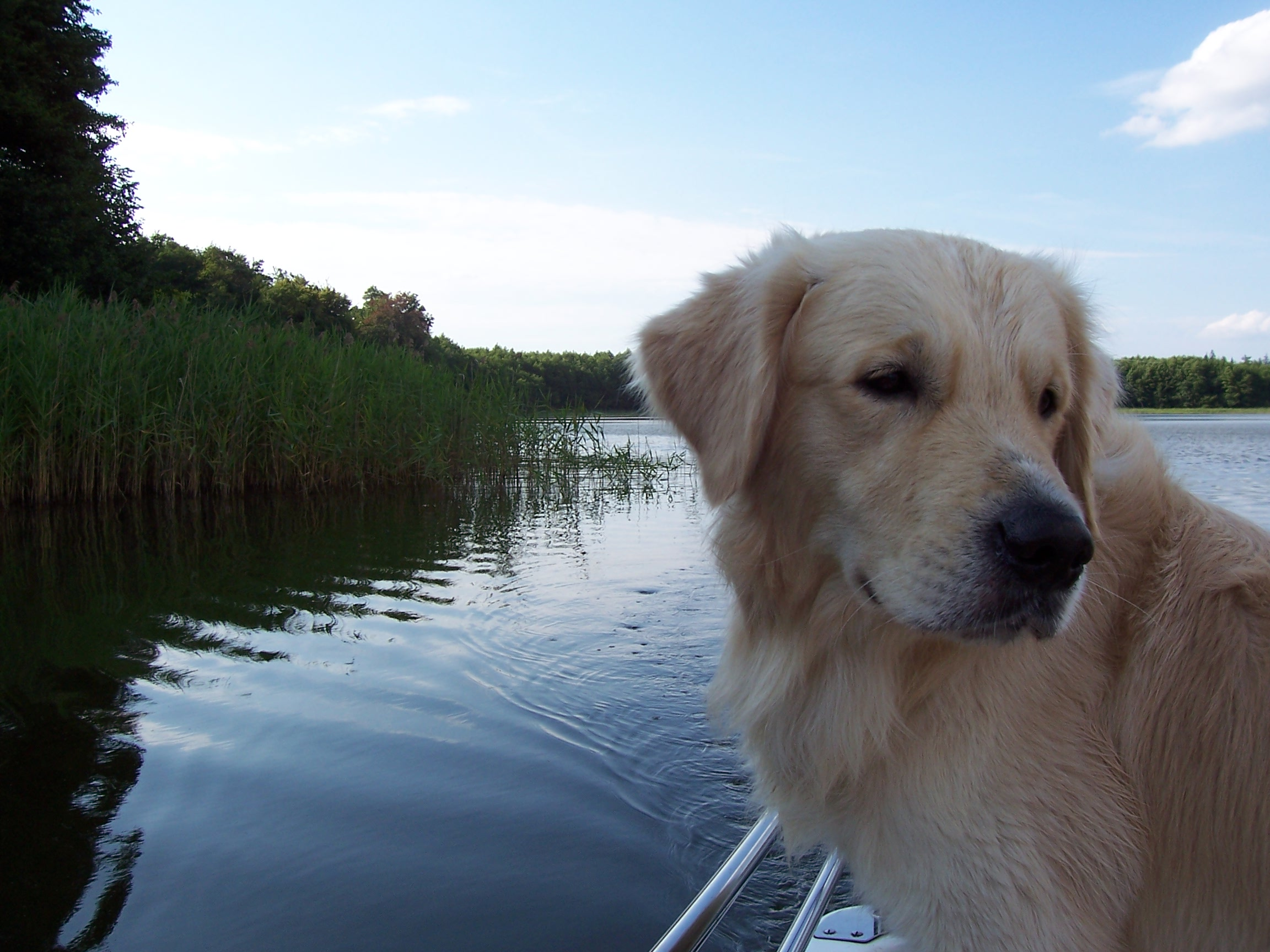
Golden retriever - 2-letni pies.

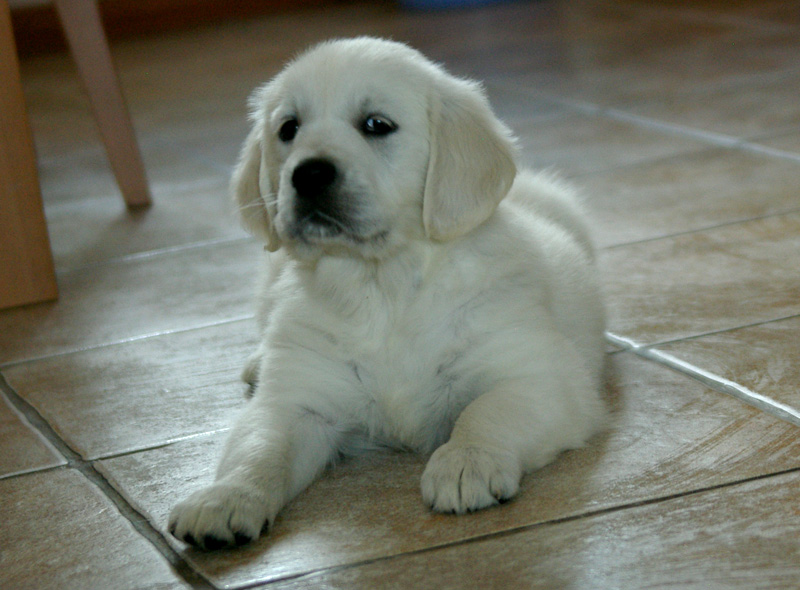
Golden retriever - sześciotygodniowe szczenię.

Golden retriever – rasa psa należąca do grupy psów aportujących, płochaczy i psów wodnych, zaklasyfikowana do sekcji psów aportujących. Typ wyżłowaty. Podlega próbom pracy.

## Rys historyczny

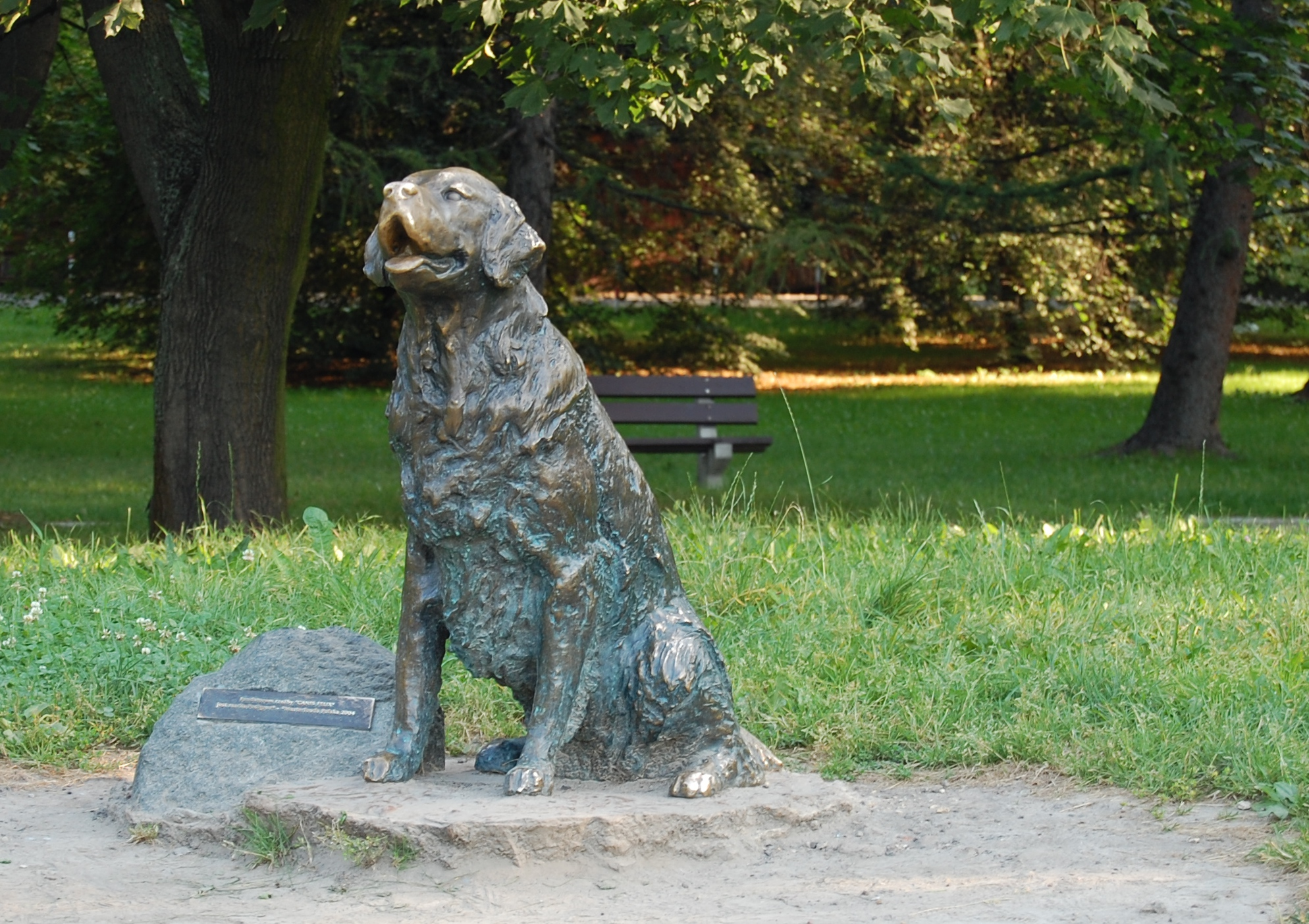
Pomnik Szczęśliwego Psa w Warszawie, do którego pozował pies tej rasy

Początki golden retrievera są nieco kontrowersyjne. Początkowo wyhodowana do udziału w polowaniach, rasa ta stała się popularną rasą psów rodzinnych. Rasa pochodzi z Wielkiej Brytanii (Szkocja), została wyhodowana pod koniec XIX wieku. Goldeny prawdopodobnie zostały wyhodowane przez lorda Dudleya Mjoribanksa. W 1858 roku lord miał obejrzeć przedstawienie rosyjskiej grupy cyrkowej, którego główną atrakcją były pokazy kilku owczarków o żółtawej maści. Urzeczony ich umiejętnościami lord odkupił je i przywiózł do swojej posiadłości i to one miały być przodkami goldenów. Chociaż historię tę często przytacza się, gdy mowa jest o początkach rasy, większość kynologów uważa ją za mało prawdopodobną. Owczarki charakteryzują się zupełnie innymi cechami niż psy myśliwskie. Związek z tą opowieścią ma jedynie to, że pierwsze goldeny pojawiły się na wystawie pod nazwą rosyjskich retrieverów.
Inne źródła podają, że rasę tę wyodrębnił w XIX wieku lord Tweedmouth. Istnieje także teoria, według której skrzyżowano żółtego retrievera gładkowłosego o imieniu Nous z suką tweed water spaniela i otrzymano cztery żółte szczenięta. Następnie w celu uszlachetnienia rasy skojarzono je z czarnymi wavy coated retrieverami (obecnie znanymi jako flat coated retrievery), seterami irlandzkimi i prawdopodobnie z bloodhoundami. Nowa rasa tak przypadła do gustu angielskim hodowcom, że postanowili ją rozpowszechnić.
Do 1913 roku psy te były rejestrowane pod nazwą złocisty flat coated (gładkowłosy). Później zaczęto je nazywać żółtymi (yellow) lub złocistymi (golden) retrieverami. Obecna nazwa obowiązuje od 1920 roku. Określenie „golden” związane jest z kolorem sierści. Nazwa „retriever” pochodzi od angielskiego czasownika „to retrieve”, który oznacza odzyskiwać/przynosić. W latach 60. XX wieku brytyjski związek kynologiczny uznał księgi hodowlane Lorda Marjoribanksa za dowód pochodzenia rasy.

## Wygląd
Golden retriver występuje w dwóch liniach hodowlanych, które różnią się od siebie pod względem wyglądu. Linia angielska (europejska): psy z tej linii mają jasne kremowe lub jasnozłote umaszczenie. Sierść ich jest prosta bądź falowana.
Linia amerykańska: psy pochodzące z USA mają barwę od złotej aż po czekoladową, rzadko brązową, lecz nigdy nie mahoniową. Sierść może być prosta lub falowana. Budowa ich ciała jest znacznie delikatniejsza i smuklejsza od ich europejskich kuzynów.

## Zachowanie i charakter
Psy tej rasy charakteryzują się inteligencją, posłuszeństwem oraz łagodnym charakterem. Golden retrievery są energiczne, wytrzymałe i aktywne. Szybko przywiązują się do właściciela. Przyjacielskie i towarzyskie, potrzebują bliskiego kontaktu z członkami rodziny, dobrze tolerują inne zwierzęta w domostwie. Ze względu na swój karny i łagodny charakter, sprawdzają się jako towarzysze osób starszych i dzieci, wyklucza to jednak ich zastosowanie jako psów stróżujących i obronnych. Nazwa psa nawiązuje do doskonałych umiejętności aportowania: golden retriever w wolnym tłumaczeniu oznacza „złoty aporter”. Są też przyjazne wobec dzieci.

## Użytkowość
Golden retriever został wyhodowany, by aportować upolowane ptactwo. Obecnie najczęściej jest psem towarzyszącym i ze względu na usposobienie – psem rodzinnym. Psy tej rasy są często szkolone na psy towarzyszące niepełnosprawnym, terapeutów, a z uwagi na doskonały węch – jako psy policyjne (wyszukiwanie narkotyków) oraz ratownicze. Sprawdzają się także w psich dyscyplinach sportowych np. agility, obedience.

## Zdrowie i pielęgnacja
Tak aktywny pies jak golden potrzebuje sporej dziennej dawki ruchu (co najmniej 2-godzinnej). Wymaga regularnego wyczesywania – przynajmniej raz w tygodniu, a w okresie linienia codziennie. Wymaga także specjalnej uwagi w pielęgnacji uszu ze względu na ich podatność na infekcje.

### Najczęstsze choroby
- Stawy
  - Dysplazja bioder
  - Dysplazja łokci
  - Zapalenie więzadeł

- Oczy
  - PRA - postępujący zanik siatkówki
  - Katarakta
  - Dysplazja siatkówki
  - Zapalenie powieki
  - Dystrofia rogówki

- Uszy
  - zapalenie uszu
    - parwowiroza